# Белоус (остановочный пункт)
Белоус (укр. Білоус) — остановочный железнодорожная пункт Киевской дирекции Юго-Западной железной дороги на линии Чернигов—Овруч, расположенная непосредственно восточнее села Льгов (Черниговская область, Украина).

## История
Остановочный пункт открыт в 1944 году на действующей ж/д линии Чернигов—Овруч, участок Чернигов—Славутич электрифицирован в 1988 году.

## Общие сведения
Станция представлена одной боковой платформой. Имеет 1 путь. Нет здания вокзала.

## Пассажирское сообщение
Ежедневно станция принимает пригородные поезда сообщения Чернигов—Славутич, один поезд Славутич—Фастов.